# Caschara
Caschara is een geslacht van vlinders van de familie tandvlinders (Notodontidae).

## Soorten
- C. dierli Kiriakoff, 1974
- C. punctifera Walker, 1862